# Halina Łukaszenka
Halina Radyjonauna Łukaszenka z d. Żauniarowicz, biał. Галіна Радыёнаўна Лукашэнка, ros. Галина Родионовна Лукашенко, Galina Rodionowna Łukaszenko (ur. 1 stycznia 1955 w Ryżkowiczach (obecnie część Szkłowa)) – żona prezydenta Republiki Białorusi Alaksandra Łukaszenki, od 1994 pozostająca z nim w nieformalnej separacji. Z wykształcenia jest historykiem, ukończyła historię w Mohylewskim Instytucie Pedagogicznym.

## Życiorys
Halina Żauniarowicz przyszła na świat w 1955 w Ryżkowiczach w rejonie szkłowskim. Jej rodzina kilkakrotnie przeprowadzała się, mieszkała okresowo w rejonie wilejskim, gdzie Halina Żauniarowicz ukończyła szkołę podstawową. Wkrótce potem przeprowadziła się znów do Ryżkowiczów. Tam na szkolnym wieczorku poznała późniejszego męża, z którym wzięła ślub w 1975.
Wedle swoich własnych słów w 1994 po wygraniu przez męża wyborów prezydenckich, Halina Łukaszenka postanowiła, że nie wyjedzie z mężem do stolicy i pozostanie w domu rodzinnym. Obecnie pracuje na stanowisku specjalisty ds. ochrony zdrowia w administracji rejonowej, rekreacyjnie zajmuje się ogrodem. Jak twierdzi, rzadko odwiedza męża oraz dzieci i wnuki, niekiedy też przyjmuje ich u siebie. Wskutek przyjętego rozwiązania, Halina Łukaszenka nigdy nie wypełniała protokolarnych obowiązków pierwszej damy. Nigdy nie opuściła terytorium Białorusi.
Oficjalnie nigdy nie wydano komunikatu o rozwiązaniu małżeństwa Łukaszenków, a Halina Łukaszenka zapewnia o jego trwaniu. Pojawiają się jednak doniesienia medialne, w których mówi się o romansie głowy państwa, a także o jego kolejnych tajnych małżeństwach. W 2004 r. Irina Abelska urodziła trzeciego syna – Nikołaja. Początkowo Łukaszenka próbował ukryć jego istnienie, obecnie jednak syn regularnie pojawia się u jego boku. Towarzyszy ojcu podczas wizyt zagranicznych. Był m.in. u papieża Benedykta XVI i Hugo Cháveza.
8 stycznia 2010 roku nagrodzona Listem honorowym Rady Ministrów Republiki Białorusi.
W 2022 roku Halina Łukaszenka znalazła się na listach sankcyjnych Stanów Zjednoczonych i Australii (marzec), Ukrainy (październik) i Nowej Zelandii (listopad). W styczniu 2025 r. Kanada nałożyła sankcje na Halinę Łukaszenkę.